# Team TotalEnergies/2022
Deze pagina geeft een overzicht van de wielerploeg Team TotalEnergies in 2022.

## Algemeen
Hoofdsponsor: TotalEnergies
Algemeen manager: Jean-René Bernaudeau
Ploegleiders: Dominique Arnould, Benoît Génauzeau, Lylian Lebreton, Alexis Loiseau en Thibaut Macé, Maxime Robin, Ján Valach en Jens Van Beylen
Fietsen: Specialized

## Renners
| Naam                 | Geboortedatum | Nationaliteit       | Ploeg 2021               |
| -------------------- | ------------- | ------------------- | ------------------------ |
| Edvald Boasson Hagen | 17-05-1987    | Noorwegen           |                          |
| Maciej Bodnar        | 07-03-1985    | Polen               | BORA-hansgrohe           |
| Niccolò Bonifazio    | 29-10-1993    | Italië              |                          |
| Mathieu Burgaudeau   | 17-11-1998    | Frankrijk           |                          |
| Jérémy Cabot         | 24-07-1991    | Frankrijk           |                          |
| Víctor de la Parte   | 22-06-1986    | Spanje              |                          |
| Fabien Doubey        | 21-10-1993    | Frankrijk           |                          |
| Sandy Dujardin       | 29-05-1997    | Frankrijk           | Équipe cycliste Vendée U |
| Valentin Ferron      | 08-02-1998    | Frankrijk           |                          |
| Alexandre Geniez*    | 16-04-1998    | Frankrijk           |                          |
| Fabien Grellier      | 31-10-1994    | Frankrijk           |                          |
| Alan Jousseaume      | 03-08-1998    | Frankrijk           |                          |
| Pierre Latour        | 12-10-1993    | Frankrijk           |                          |
| Christopher Lawless  | 13-04-1996    | Verenigd Koninkrijk |                          |
| Lorrenzo Manzin      | 26-07-1994    | Frankrijk           |                          |
| Daniel Oss           | 13-01-1987    | Italië              | BORA-hansgrohe           |
| Paul Ourselin        | 13-04-1994    | Frankrijk           |                          |
| Cristian Rodríguez   | 03-03-1995    | Spanje              |                          |
| Juraj Sagan          | 23-12-1988    | Slowakije           | BORA-hansgrohe           |
| Peter Sagan          | 26-01-1990    | Slowakije           | BORA-hansgrohe           |
| Julien Simon         | 04-10-1985    | Frankrijk           |                          |
| Geoffrey Soupe       | 22-03-1988    | Frankrijk           |                          |
| Niki Terpstra        | 18-05-1984    | Nederland           |                          |
| Anthony Turgis       | 16-05-1994    | Frankrijk           |                          |
| Dries Van Gestel     | 30-09-1994    | België              |                          |
| Alexis Vuillermoz    | 01-06-1998    | Frankrijk           |                          |

* tot 31/5

### Stagiairs
Per 1 augustus 2022
| Naam            | Geboortedatum | Nationaliteit | Vorige ploeg |
| --------------- | ------------- | ------------- | ------------ |
| Antoine Devanne | 16-09-2000    | Frankrijk     |              |
| Mattéo Vercher  | 26-01-2001    | Frankrijk     |              |

### Vertrokken
| Naam               | Geboortedatum | Nationaliteit | Ploeg 2022                         |
| ------------------ | ------------- | ------------- | ---------------------------------- |
| Leonardo Bonifazio | 20-03-1991    | Italië        | Gestopt                            |
| Jérôme Cousin      | 05-06-1989    | Frankrijk     | Gestopt                            |
| Marlon Gaillard    | 09-05-1996    | Frankrijk     | Gestopt                            |
| Damien Gaudin      | 20-08-1986    | Frankrijk     | Gestopt                            |
| Florian Maitre     | 03-09-1996    | Frankrijk     | ?                                  |
| Adrien Petit       | 26-09-1990    | Frankrijk     | Intermarché-Wanty-Gobert Matériaux |
| Romain Sicard      | 01-01-1988    | Frankrijk     | Gestopt                            |

## Overwinningen
| Nationale kampioenschappen wielrennen Polen - tijdrijden: Maciej Bodnar Slowakije - wegrit: Peter Sagan Ster van Bessèges Ploegenklassement: *1) Ronde van Rwanda Proloog: Alexandre Geniez 2e etappe: Sandy Dujardin 5e etappe: Alexandre Geniez Parijs-Nice 6e etappe: Mathieu Burgaudeau Ronde van Drenthe Dries Van Gestel Ronde van het Baskenland Bergklassement: Cristián Rodríguez | Grote Prijs van Morbihan Julien Simon Ronde van de Finistère Julien Simon Critérium du Dauphiné 2e etappe: Alexis Vuillermoz Ronde van Zwitserland 3e etappe: Peter Sagan Route d'Occitanie 4e etappe: Niccolò Bonifazio Ronde van de Limousin-Nouvelle-Aquitaine 1e etappe: Julien Simon Ronde van Poitou-Charentes 5e etappe: Lorrenzo Manzin Ploegenklassement: *2) |  |

*1) Ploeg Ster van Bessèges: Boasson Hagen, Burgaudeau, Cabot, Doubey, Latour, Lawless, Soupe
*2) Ploeg Ronde van Poitou-Charentes: Bodnar, Cabot, Ferron, Grellier, Latour, Manzin, Oss
2000 · 2001 · 2002 · 2003 · 2004 · 2005 · 2006 · 2007 · 2008 · 2009 · 2010 · 2011 · 2012 · 2013 · 2014 · 2015 · 2016 · 2017 · 2018 · 2019 · 2020 · 2021 · 2022 · 2023 · 2024 · 2025
Alpecin-Deceuninck · B&B Hotels-KTM · Bardiani-CSF-Faizanè  · Bingoal Pauwels Sauces WB · Burgos-BH · Caja Rural-Seguros RGA · Drone Hopper-Androni Giocattoli · EOLO-Kometa · Equipo Kern Pharma · Euskaltel-Euskadi · Gazprom-RusVelo · Human Powered Health · Sport Vlaanderen-Baloise · Arkéa-Samsic · Team Novo Nordisk · Team TotalEnergies · Uno-X Pro Cycling Team